# Torneo de Zúrich 1997
El European Indoors 1997 fue un torneo de tenis femenino, disputado del 12 al 19 de octubre de 1997. Fue un evento de categoría Tier I que se jugó en canchas de carpeta en pistas cubiertas como preparativo para el campeonato de fin de año de la WTA. Fue la 14.ª edición del torneo y tuvo lugar en el Schluefweg en la ciudad suiza de Zúrich.

## Campeonas

### Individual femenino
Lindsay Davenport venció a  Nathalie Tauziat por 7–6, 7-5

### Dobles femenino
Martina Hingis /  Arantxa Sánchez Vicario vencieron a  Larisa Savchenko /  Helena Suková por 4–6, 6–4, 6–1